# IV. Lajos türingiai tartománygróf
IV. (Kegyes) Lajos (1200. október 28. – 1227. szeptember 11.) türingiai tartománygróf 1217-től haláláig. Árpád-házi Szent Erzsébet hitvese.

## Élete
I. Hermann gróf legidősebb fiaként született. Édesapját halála után követte Türingia élén. Sógora, Dietrich meisseni őrgróf 1221-es halála után unokaöccsének, a kiskorú III. Henriknek a nevében Meissent is kormányozta.
Időközben II. Frigyes német-római császár Lausitz és Pleissen vidékét is Lajosnak adományozta. Lajos igyekezett megteremteni a belső békét Türingiában, és több rablóvárat is leromboltatott. Felesége, a hűséges és jámbor életű Árpád-házi Szent Erzsébet segítette munkáját.
Lajos később vazallusként kereszteshadjáratra indult császára oldalán, de útközben, Otrantóban 1227 őszén pestisben elhunyt. Holttestét Reinhardsbrunnba szállították vissza és ott temették el. Utóda Türingiában kiskorú fia, II. Hermann lett.
Hivatalosan nem történt meg szentté avatása, de tisztelete Türingiában a 14. századig tartott.